# Campeonato Mundial de Esportes Aquáticos de 2005
O Campeonato Mundial de Esportes Aquáticos de 2005 foi a décima primeira edição do Campeonato Mundial de Esportes Aquáticos. Foi realizado na cidade de Montreal, no Canadá, de 12 a 27 de julho.

## Esportes
- Maratona Aquática
- Nado Sincronizado
- Natação
- Pólo Aquático
- Saltos Ornamentais

## Quadro de Medalhas
| #  | País                | Gold. | Silver. | Bronze. | Total |
| -- | ------------------- | ----- | ------- | ------- | ----- |
| 1  | Estados Unidos      | 17    | 15      | 7       | 39    |
| 2  | Austrália           | 13    | 8       | 4       | 25    |
| 3  | China               | 5     | 7       | 5       | 17    |
| 4  | Rússia              | 5     | 3       | 2       | 10    |
| 5  | Canadá              | 3     | 4       | 3       | 10    |
| 6  | França              | 3     | 1       | 1       | 5     |
| 7  | Alemanha            | 2     | 7       | 4       | 13    |
| 8  | Hungria             | 2     | 2       | 1       | 5     |
| 9  | Zimbabwe            | 2     | 2       | 0       | 4     |
| 10 | África do Sul       | 2     | 1       | 2       | 5     |
| 11 | Países Baixos       | 2     | 1       | 1       | 4     |
| 12 | Polónia             | 2     | 0       | 2       | 4     |
| 13 | Itália              | 1     | 3       | 3       | 7     |
| 14 | Espanha             | 1     | 1       | 3       | 5     |
| 15 | Grécia              | 1     | 0       | 1       | 2     |
| 16 | Sérvia e Montenegro | 1     | 0       | 0       | 1     |
| 17 | Japão               | 0     | 5       | 7       | 12    |
| 18 | Suécia              | 0     | 1       | 2       | 3     |
| 19 | Áustria             | 0     | 1       | 1       | 2     |
| 20 | Croácia             | 0     | 1       | 0       | 1     |
|    | Cuba                | 0     | 1       | 0       | 1     |
|    | Suíça               | 0     | 1       | 0       | 1     |
| 23 | Reino Unido         | 0     | 0       | 4       | 4     |
| 24 | Ucrânia             | 0     | 0       | 3       | 3     |
| 25 | Bulgária            | 0     | 0       | 2       | 2     |
|    | Tunísia             | 0     | 0       | 2       | 2     |

## Resultados

### Natação
| Evento:            | Ouro:                                                                         | Tempo      | Prata:                                                                            | Tempo    | Bronze:                                                                        | Tempo    |
| Livre              |                                                                               |            |                                                                                   |          |                                                                                |          |
| 50 m Masculino     | Roland Schoeman África do Sul                                                 | 21.69 CR   | Duje Draganja · Croácia                                                           | 21.89    | Bartosz Kizierowski Polônia                                                    | 21.94    |
| 50 m Feminino      | Libby Lenton · Austrália                                                      | 24.59      | Marleen Veldhuis Holanda                                                          | 24.83    | Zhu Yingwen · China                                                            | 24.91    |
| 100 m Masculino    | Filippo Magnini · Itália                                                      | 48.12 CR   | Roland Schoeman África do Sul                                                     | 48.28    | Ryk Neethling África do Sul                                                    | 48.34    |
| 100 m Feminino     | Jodie Henry · Austrália                                                       | 54.18      | Malia Metella · França e · Natalie Coughlin · Estados Unidos                      | 54.74    |                                                                                |          |
| 200 m Masculino    | Michael Phelps Estados Unidos                                                 | 1:45.20    | Grant Hackett · Austrália                                                         | 1:46.14  | Ryk Neethling África do Sul                                                    | 1:46.63  |
| 200 m Feminino     | Solenne Figues · França                                                       | 1:58.60    | Federica Pellegrini · Itália                                                      | 1:58.73  | Yang Yu · China e · Josefin Lillhage · Suécia                                  | 1:59.08  |
| 400 m Masculino    | Grant Hackett · Austrália                                                     | 3:42.91    | Yuri Prilukov · Rússia                                                            | 3:44.44  | Oussama Mellouli Tunisia                                                       | 3:46.08  |
| 400 m Feminino     | Laure Manaudou · França                                                       | 4:06.44    | Ai Shibata · Japão                                                                | 4:06.74  | Caitlin McClatchey · Reino Unido                                               | 4:07.25  |
| 800 m Masculino    | Grant Hackett · Austrália                                                     | 7:38.65 WR | Larsen Jensen Estados Unidos                                                      | 7:45.63  | Yuri Prilukov · Rússia                                                         | 7:46.64  |
| 800 m Feminino     | Kate Ziegler Estados Unidos                                                   | 8:25.31    | Brittany Reimer · Canadá                                                          | 8:27.59  | Ai Shibata · Japão                                                             | 8:27.86  |
| 1500 m Masculino   | Grant Hackett · Austrália                                                     | 14:42.58   | Larsen Jensen Estados Unidos                                                      | 14:47.58 | David Davies · Reino Unido                                                     | 14:48.11 |
| 1500 m Feminino    | Kate Ziegler Estados Unidos                                                   | 16:00.41   | Flavia Rigamonti · Suíça                                                          | 16:04:34 | Brittany Reimer · Canadá                                                       | 16:07.73 |
| Costas             |                                                                               |            |                                                                                   |          |                                                                                |          |
| 50 m Masculino     | Aristeidis Grigoriadis · Grécia                                               | 24.95      | Matt Welsh · Austrália                                                            | 24.99    | Liam Tancock · Reino Unido                                                     | 25.02    |
| 50 m Feminino      | Giaan Rooney · Austrália                                                      | 28.63      | Gao Chang · China                                                                 | 28.69    | Antje Buschschulte · Alemanha                                                  | 28.72    |
| 100 m Masculino    | Aaron Peirsol Estados Unidos                                                  | 53.62      | Randall Bal Estados Unidos                                                        | 54.02    | László Cseh · Hungria                                                          | 54.27    |
| 100 m Feminino     | Kirsty Coventry Zimbábue                                                      | 1:00.24    | Antje Buschschulte · Alemanha                                                     | 1:00.84  | Natalie Coughlin Estados Unidos                                                | 1:00.88  |
| 200 m Masculino    | Aaron Peirsol Estados Unidos                                                  | 1:54.66 WR | Markus Rogan · Áustria                                                            | 1:56.63  | Ryan Lochte Estados Unidos                                                     | 1:57.00  |
| 200 m Feminino     | Kirsty Coventry Zimbábue                                                      | 2:08.52    | Margaret Hoelzer Estados Unidos                                                   | 2:09.94  | Reiko Nakamura · Japão                                                         | 2:10.41  |
| Peito              |                                                                               |            |                                                                                   |          |                                                                                |          |
| 50 m Masculino     | Mark Warnecke · Alemanha                                                      | 27.63      | Mark Gangloff Estados Unidos                                                      | 27.71    | Kosuke Kitajima · Japão                                                        | 27.78    |
| 50 m Feminino      | Jade Edmistone · Austrália                                                    | 30.45 WR   | Jessica Hardy Estados Unidos                                                      | 30.85    | Brooke Hanson · Austrália                                                      | 30.89    |
| 100 m Masculino    | Brendan Hansen Estados Unidos                                                 | 59.37 CR   | Kosuke Kitajima · Japão                                                           | 59.53    | Hugues Duboscq · França                                                        | 1:00.20  |
| 100 m Feminino     | Leisel Jones · Austrália                                                      | 1:06.25    | Jessica Hardy Estados Unidos                                                      | 1:06.62  | Tara Kirk Estados Unidos                                                       | 1:07.43  |
| 200 m Masculino    | Brendan Hansen Estados Unidos                                                 | 2:09.85    | Mike Brown · Canadá                                                               | 2:11.22  | Genki Imamura · Japão                                                          | 2:11.54  |
| 200 m Feminino     | Leisel Jones · Austrália                                                      | 2:21.72 WR | Anne Poleska · Alemanha                                                           | 2:25.84  | Mirna Jukić Austria                                                            | 2:27.11  |
| Borboleta          |                                                                               |            |                                                                                   |          |                                                                                |          |
| 50 m Masculino     | Roland Schoeman África do Sul                                                 | 22.96 WR   | Ian Crocker Estados Unidos                                                        | 23.12    | Sergiy Breus · Ucrânia                                                         | 23.38    |
| 50 m Feminino      | Danni Miatke · Austrália                                                      | 26.11      | Anna-Karin Kammerling · Suécia                                                    | 26.36    | Therese Alshammar · Suécia                                                     | 26.39    |
| 100 m Masculino    | Ian Crocker Estados Unidos                                                    | 50.40 WR   | Michael Phelps Estados Unidos                                                     | 51.65    | Andriy Serdinov · Ucrânia                                                      | 52.08    |
| 100 m Feminino     | Jessicah Schipper · Austrália                                                 | 57.23 CR   | Libby Lenton · Austrália                                                          | 57.37    | Otylia Jedrzejczak Polônia                                                     | 58.57    |
| 200 m Masculino    | Pawel Korzeniowski Polônia                                                    | 1:55.02    | Takeshi Matsuda · Japão                                                           | 1:55.62  | Peng Wu · China                                                                | 1:56.50  |
| 200 m Feminino     | Otylia Jędrzejczak Polônia                                                    | 2:05.61 WR | Jessicah Schipper · Austrália                                                     | 2:05.65  | Yuko Nakanishi · Japão                                                         | 2:09.40  |
| Medley             |                                                                               |            |                                                                                   |          |                                                                                |          |
| 200 m Masculino    | Michael Phelps Estados Unidos                                                 | 1:56.68    | László Cseh · Hungria                                                             | 1:57.61  | Ryan Lochte Estados Unidos                                                     | 1:57.79  |
| 200 m Feminino     | Katie Hoff Estados Unidos                                                     | 2:10.41 CR | Kirsty Coventry Zimbábue                                                          | 2:11.13  | Lara Carroll · Austrália                                                       | 2:13.32  |
| 400 m Masculino    | László Cseh · Hungria                                                         | 4:09.63    | Luca Marin · Itália                                                               | 4:11.67  | Oussama Mellouli Tunisia                                                       | 4:13.47  |
| 400 m Feminino     | Katie Hoff Estados Unidos                                                     | 4:36.07 CR | Kirsty Coventry Zimbábue                                                          | 4:39.72  | Kaitlin Sandeno Estados Unidos                                                 | 4:40.85  |
| Revezamento Livre  |                                                                               |            |                                                                                   |          |                                                                                |          |
| 4x100 m Masculino  | Michael Phelps Neil Walker Nate Dusing Jason Lezak Estados Unidos             | 3:13.77 CR | Yannick Lupien · Rick Say · Mike Mintenko · Brent Hayden · Canadá                 | 3:16.44  | Michael Klim · Andrew Mewing · Leith Brodie · Patrick Murphy · Austrália       | 3:17.56  |
| 4x100 m Feminino   | Jodie Henry · Alice Mills · Shayne Reese · Libby Lenton · Austrália           | 3:37.32 CR | Petra Dallmann · Antje Buschschulte · Annika Liebs · Daniela Gotz · Alemanha      | 3:38.24  | Natalie Coughlin Kara Lynn Joyce Lacey Nymeyer Amanda Weir Estados Unidos      | 3:38.31  |
| 4x200 m Masculino  | Michael Phelps Ryan Lochte Peter Vanderkaay Klete Keller Estados Unidos       | 7:06.58    | Brent Hayden · Colin Russell · Rick Say · Andrew Hurd · Canadá                    | 7:09.73  | Nicholas Sprenger · Patrick Murphy · Andrew Mewing · Grant Hackett · Austrália | 7:10.59  |
| 4x200 m Feminino   | Natalie Coughlin Katie Hoff Whitney Myers Kaitlin Sandeno Estados Unidos      | 7:53.70 CR | Libby Lenton · Shayne Reese · Bronte Barratt · Linda Mackenzie · Austrália        | 7:54.06  | Zhu Yingwen · Pang Jiaying · Zhou Yafei · Yang Yu · China                      | 7:57.29  |
| Revezamento Medley |                                                                               |            |                                                                                   |          |                                                                                |          |
| 4x100 m Masculino  | Aaron Peirsol Brendan Hansen Ian Crocker Jason Lezak Estados Unidos           | 3:31.85    | Arkady Vyatchanin · Dmitry Komornikov · Igor Marchenko · Andrey Kapralov · Rússia | 3:35.08  | Tomomi Morita · Kosuke Kitajima · Ryo Takayasu · Daisuke Hosokawa · Japão      | 3:35.40  |
| 4x100 m Feminino   | Sophie Edington · Leisel Jones · Jessicah Schipper · Libby Lenton · Austrália | 3:57.47 CR | Natalie Coughlin Jessica Hardy Rachel Komisarz Amanda Weir Estados Unidos         | 3:59.92  | Antje Buschschulte · Sarah Poewe · Annika Mehlhorn · Daniela Gotz · Alemanha   | 4:02.51  |

Legenda
| Recorde mundial       | Recorde mundial (World record)               |                       | Recorde africano                      | Recorde africano (African) |                                           | Q | Classificado por posição (Qualified) |
| Recorde do campeonato | Recorde do campeonato (Championship record)  | Recorde da América    | Recorde da América (Americas)         | q                          | Classificado por melhor tempo (Qualified) |   |                                      |
| Melhor marca do ano   | Melhor marca do ano (World leading)          | Recorde asiático      | Recorde asiático (Asian)              | DNS                        | Não largou (Did not start)                |   |                                      |
| Recorde nacional      | Recorde nacional (National record)           | Recorde europeu       | Recorde europeu (European)            | DNF                        | Não terminou (Did not finish)             |   |                                      |
| Recorde pessoal       | Recorde pessoal do atleta (Personal best)    | Recorde da Oceania    | Recorde da Oceania (Oceania)          | DSQ / DQ                   | Desclassificado (Disqualified)            |   |                                      |
| Recorde da temporada  | Recorde da temporada do atleta (Season best) | Recorde sul-americano | Recorde sul-americano (South America) | NM                         | Sem marca (No mark)                       |   |                                      |

### Maratonas Aquáticas
| Evento:         | Ouro:                          | Tempo     | Prata:                         | Tempo     | Bronze:                   | Tempo     |
| 5 km Feminino   | Larisa Ilchenko · Rússia       | 55:40.1   | Margy Keefe · Estados Unidos   | 55:44.3   | Edith van Dijk Holanda    | 55:46.6   |
| 5 km Masculino  | Thomas Lurz · Alemanha         | 51:17.2   | Chip Peterson · Estados Unidos | 51:18.8   | Simone Ercoli · Itália    | 51:18.9   |
| 10 km Feminino  | Edith van Dijk Holanda         | 1:56:00.5 | Frederica Vitale · Itália      | 1:56:02.5 | Britta Kamrau · Alemanha  | 1:56:04.0 |
| 10 km Masculino | Chip Peterson · Estados Unidos | 1:46:38.1 | Thomas Lurz · Alemanha         | 1:46:45.2 | Petar Stoychev · Bulgária | 1:46:50.4 |
| 25 km Feminino  | Edith van Dijk Holanda         | 5:25:06.6 | Britta Kamrau · Alemanha       | 5:25:06.9 | Laura la Piana · Itália   | 5:25:11.5 |
| 25 km Masculino | David Meca · Espanha           | 5:00:21.4 | Brendan Capell · Austrália     | 5:00:23.6 | Petar Stoychev · Bulgária | 5:00:28.4 |

### Nado Sincronizado
| Evento | Ouro | Pontos | Prata | Pontos | Bronze | Pontos |
| Solo   | Virginie Dedieu · França | 49.834 | Natalia Ischenko · Rússia | 49.250 | Gemma Mengual · Espanha | 49.167 |
| Dueto  | Anastasia Davydova · Anastasia Ermakova · Rússia | 99.667 | Gemma Mengual · Paola Tirados · Espanha | 98.167 | Saho Harada · Emiko Suzuki · Japão | 98.000 |
| Equipe | Anastasia Davydova · Anastasia Ermakova · Maria Gromova · Natalia Ischenko · Elvira Khasyanova · Olga Kuzhela · Olga Larkina · Elena Ovchinnikova · Svetlana Romashina · Anna Shorina · Rússia | 99.333 | Saho Harada · Naoko Kawashima · Kanako Kitao · Hiromi Kobayashi · Erika Komura · Takako Konishi · Ayako Matsumura · Emiko Suzuki · Masako Tachibana · Japão | 97.833 | Raquel Corral · Andrea Fuentes · Tina Fuentes · Thais Henriquez · Gemma Mengual · Gisela Moron · Irina Rodriguez · Paola Tirados · Christina Violan · Espanha | 97.167 |

### Saltos Ornamentais
| Evento                    | Ouro                                      | Ouro      | Prata                                         | Prata  | Bronze                                        | Bronze |
| Individual                |                                           |           |                                               |        |                                               |        |
| Trampolim 1 m Masculino   | Alexandre Despatie · Canadá               | 489.69    | Xu Xiang · China                              | 445.68 | Wang Feng · China                             | 445.56 |
| Trampolim 1 m Feminino    | Blythe Hartley · Canadá                   | 325.65    | Wu Min Xia · China                            | 299.70 | Heike Fischer · Alemanha                      | 299.46 |
| Trampolim 3 m Masculino   | Alexandre Despatie · Canadá               | 813.60 WR | Troy Dumais · Estados Unidos                  | 752.76 | He Chong · China                              | 730.77 |
| Trampolim 3 m Feminino    | Guo Jingjing · China                      | 645.54    | Wu Min Xia · China                            | 619.05 | Tania Cagnotto · Itália                       | 591.27 |
| Plataforma 10 m Masculino | Hu Jia · China                            | 698.01    | José Antonio Guerra Oliva · Cuba              | 691.14 | Gleb Galperin · Rússia                        | 656.19 |
| Plataforma 10 m Feminino  | Laura Ann Wilkinson · Estados Unidos      | 564.87    | Loudy Tourky · Austrália                      | 551.25 | Jia Tong · China                              | 550.98 |
| Sincronizado              |                                           |           |                                               |        |                                               |        |
| Trampolim 3 m Masculino   | He Chong · Wang Feng · China              | 384.42    | Tobias Schellenberg · Andreas Wels · Alemanha | 364.59 | Justin Dumais · Troy Dumais · Estados Unidos  | 360.27 |
| Trampolim 3 m Feminino    | Li Ting · Guo Jingjing · China            | 349.80    | Ditte Kotzian · Conny Schmalfuss · Alemanha   | 319.05 | Kristina Ishchenko · Olena Fedorova · Ucrânia | 308.82 |
| Plataforma 10 m Masculino | Dmitry Dobroskok · Gleb Galperin · Rússia | 392.88    | Yang Jinghui · Hu Jia · China                 | 374.79 | Peter Waterfield · Leon Taylor · Reino Unido  | 367.95 |
| Plataforma 10 m Feminino  | Jia Tong · Yuan Pei Lin · China           | 351.60    | Loudy Tourky · Chantelle Newbery · Austrália  | 334.89 | Meaghan Benfeito · Roseline Filion · Canadá   | 328.80 |

### Pólo Aquático
| Evento    | Ouro                | Prata          | Bronze |
| Masculino | Sérvia e Montenegro | Hungria        | Grécia |
| Feminino  | Hungria             | Estados Unidos | Canadá |